# Mesoarqueano
Na escala de tempo geológico, o Mesoarqueano é a era do éon Arqueano que está compreendida entre há 3200 milhões e 2800 milhões de anos. A era Mesoarqueana sucede a era Paleoarqueana e precede a era Neoarqueana, ambas de seu éon. Como as outras eras de seu eón, não se divide em períodos.
O supercontinente Vaalbara começou a se formar no final desta era.
Fósseis encontrados na Austrália indicam que os estromatólitos proliferavam na Terra nessa era onde cianobactérias passaram a realizar fotossíntese. 

## Páginas relacionadas
- Geologia
- Paleontologia